# Cämmerswalder Dorfbach
Der Cämmerswalder Dorfbach ist ein Fließgewässer im Landkreis Mittelsachsen. Er entspringt bei der Halben Metze, durchquert Cämmerswalde nach Westen entlang der Hauptstraße und mündet westlich von Rauschenbach rechtsseitig in die Flöha. Er ist Teil des Flusssystems Elbe. Er wird von der Revierwasserlaufanstalt Freiberg angezapft (Liste der Kunstgräben und Röschen).